# Hiếu Đoan Hiển Hoàng hậu
Hiếu Đoan Hiển Hoàng hậu (chữ Hán: 孝端顯皇后; 7 tháng 11, 1564 - 7 tháng 5, 1620), là Hoàng hậu tại vị duy nhất dưới triều Minh Thần Tông Vạn Lịch Hoàng đế. Tuy giữ ngôi Hoàng hậu tối cao nhưng Hoàng hậu không có Hoàng tử nào với Vạn Lịch Đế, bà chỉ sinh hạ duy nhất một Công chúa.
Bà giữ ngôi Hoàng hậu từ khi Vạn Lịch đăng cơ năm 1578, đến khi qua đời cùng năm với Vạn Lịch Đế vào năm 1620, tổng cộng 42 năm. Bà trở thành vị Hoàng hậu tại ngôi chính cung với thời gian dài nhất trong lịch sử Trung Quốc, Hoàng hậu tại ngôi với thời gian dài thứ nhì là Vệ Tử Phu dưới triều Hán Vũ Đế trong 38 năm

## Thân thế
Hiếu Đoan Hoàng hậu sinh vào ngày 4 tháng 10 (âm lịch) năm Gia Tĩnh thứ 43, họ Vương (王姓), khuê danh Hỉ Thư (喜姐), người Dư Diêu, Chiết Giang, sinh tại kinh sư. Cha bà là Vĩnh Niên bá Vương Vĩ (永年伯王偉).
Năm Vạn Lịch năm thứ 5 (1577), Nhân Thánh Hoàng thái hậu và Từ Thánh Hoàng thái hậu lập chỉ tuyển tú nữ nhập cung. Vương Hỉ Thư nhan sắc tú lệ đặc biệt, được chọn trúng tuyển.
Năm Vạn Lịch thứ 6 (1578), đầu năm chánh nguyệt, Vương Hỉ Thư cùng Vạn Lịch Đế cử hành đại hôn, sách lập làm Hoàng hậu. Khi đó, Vương Hỉ Thư và Vạn Lịch Đế chỉ vừa độ 14 tuổi.

## Hoàng hậu
Vương Hỉ Thư tuổi còn trẻ trở thành Hoàng hậu, dung mạo xuất chúng, hành xử đoan chính rất cẩn trọng. Dầu vậy, Vạn Lịch Đế chỉ tôn trọng bà, chứ không hoàn toàn sủng ái Hoàng hậu.
Năm Vạn Lịch năm thứ 10 (1582), Vương Hoàng hậu sinh hạ Hoàng trưởng nữ Vinh Xương Công chúa (榮昌公主). Vương Hoàng hậu sinh hạ Công chúa thì thường phát bệnh, về sau bà không thể hoài long thai cho Vạn Lịch Đế được nữa.
Năm Vạn Lịch năm thứ 21 (1593), xảy ra sự kiện Tranh quốc bổn (争国本), các đại thần dâng sớ yêu cầu lập Hoàng trưởng tử Chu Thường Lạc làm Hoàng thái tử. Cuối cùng, do sự can thiệp của Từ Thánh Hoàng thái hậu, lấy lý do Vạn Lịch Đế và Vương Hoàng hậu đang tuổi thịnh niên, có thể sinh Đích Hoàng tử, bác bỏ yêu cầu của các đại thần.
Năm Vạn Lịch năm thứ 24 (1596), Vinh Xương Công chúa hạ giá lấy Dương Xuân Nguyên (杨春元). Cùng năm đó, Khôn Ninh cung (坤宁宫) là cung của Hoàng hậu bị hỏa hoạn, lây sang đến Càn Thanh cung (乾清宫) của Hoàng đế. Vì vậy, Đế - Hậu buộc phải dời đến Khải Tường cung (启祥宫). Từ đó, Vạn Lịch Đế hễ dự yến tiệc, Hoàng hậu đều hầu bên cạnh không rời.
Năm Vạn Lịch năm thứ 25 (1597), Lý Quý phi qua đời sau khi sinh hạ Hoàng thất tử Chu Thường Doanh (朱常瀛), một người con khác của Lý Quý phi là Chu Thường Nhuận (朱常润) cũng mới lên 3 tuổi. Nhân đó Vương Hoàng hậu không có Hoàng tử, Công chúa đã hạ giá, Vạn Lịch Đế bèn giao cả hai vị Hoàng tử cho Vương Hoàng hậu chăm nom.
Vương Hoàng hậu quán chủ Hậu cung, rất được Từ Thánh Hoàng thái hậu yêu quý. Nhân vì Vạn Lịch Đế sủng ái Trịnh Quý phi, nhưng Vương Hoàng hậu cũng không gièm pha đố kỵ. Bà hành xử đoan chính, ôn hòa, chu toàn, dần khiến Vạn Lịch Đế nể trọng.

## Tạ thế
Năm Vạn Lịch năm thứ 48 (1620), ngày 6 tháng 4 (âm lịch), Vương Hoàng hậu qua đời, hưởng thọ 55 tuổi. Thụy hiệu là Hiếu Đoan Hoàng hậu (孝端皇后). Bà ở ngôi vị hơn 42 năm, trong Hậu cung lẫn Tiền triều đều có tiếng nhân hậu nhu mì. Từ khi Đại Minh khai quốc, trường hợp Hoàng hậu qua đời trước Hoàng đế chỉ có: Minh Thái Tổ Hiếu Từ Cao Hoàng hậu Mã thị, Minh Thành Tổ Nhân Hiếu Văn Hoàng hậu Từ thị, Minh Thế Tông Hiếu Khiết Túc Hoàng hậu Trần thị và Hiếu Liệt Hoàng hậu Phương thị.
Vạn Lịch Đế sai Lễ bộ tổ chức tang nghi, đều chiếu theo tang lễ của Hiếu Liệt Hoàng hậu Phương thị mà làm, chuẩn bị an táng Hiếu Đoan Hoàng hậu vào Định lăng (定陵).
Sau khi Vương Hoàng hậu qua đời, Vạn Lịch Đế cũng ưu sầu đau buồn, và băng hà vào ngày 18 tháng 8 cùng năm. Khi đó, lễ hạ táng của Hoàng hậu vẫn chưa diễn ra, và kim quan vẫn lưu lại trong cung. Minh Quang Tông Thái Xương Đế kế vị, tôn thụy cho Hiếu Đoan Hoàng hậu thành Hiếu Đoan Trinh Khác Trang Huệ Nhân Minh Bễ Thiên Dục Thánh Hiển Hoàng hậu (孝端贞恪庄惠仁明媲天毓圣显皇后); nên gọi tắt là Hiếu Đoan Hiển hoàng hậu.
Nhưng rồi Quang Tông cũng băng hà không lâu sau đó. Minh Hy Tông Thiên Khải Đế tức vị, làm lễ táng Quang Tông và Thần Tông cùng Vương Hoàng hậu, khi đó mới chính thức chôn tại Định lăng.

## Gia tộc đãi ngộ
Trước khi Vương Hoàng hậu thành hôn, cha bà là Vương Vĩ (王伟) giữ chức Cẩm y vệ Thiên hộ (锦衣卫千户). Sau khi đại hôn xong, Minh Thần Tông đề nghị phong tước hiệu cho Vương Vĩ, nhưng đại thần Trương Cư Chính sợ ngoại thích, dâng sớ kịch liệt phản đối. Vì thế, Vương Vĩ chỉ thăng làm Chỉ huy sứ (指挥使) của Cẩm y vệ. Minh Thần Tông không vui.
Năm 1579, Minh Thần Tông phong cho Vương Vĩ tước hiệu Vĩnh Niên bá (永年伯), giữ lại chức vụ, không thể thế tập. Năm 1581, Thần Tông đề nghị chú của Hoàng hậu là Vương Tuấn (王俊), em trai là Vương Đống (王栋) thế tập chức Cẩm y vệ Chỉ huy sứ. Trương Cư Chính phản đối, bèn cải Vương Đống thành Cẩm y vệ Chỉ huy thiêm sự (锦衣卫指挥佥事); Vương Tuấn giữ Cẩm y vệ Chánh thiên bộ (锦衣卫正千户), không thể thế tập.
Từ khi Minh Thế Tông Gia Tĩnh Đế ra lệnh cấm thế tập phong tước của ngoại thích, nhưng Vĩnh Niên bá Vương Vĩ qua đời thì Vương Đống tập tước; Vương Đống qua đời thì con là Vương Minh Phụ (王明辅) tập tước, truyền tước vị 3 đời, đặc biệt đãi ngộ như vậy.